# 黄龙镇 (新宁县)
黄龙镇，是中华人民共和国湖南省邵陽市新宁县下辖的一个乡镇级行政单位。

## 行政区划
黄龙镇下辖以下地区：
黄龙社区、黄龙村、尹家村、龙洋坪村、朱元冲村、石泥村、沉水村、满竹村、羊坪村、三星村、官塘村、合胜村、新开田村、横铺村、四川合村、栗山村、塘边村、刘家湾村、茶亭村、半边山村、天台村、白毛江村、芭蕉坪村、跳石村、粗石村、肖家岭村、井水龙村和新宁县舜皇山林场。